# 契克斯計劃

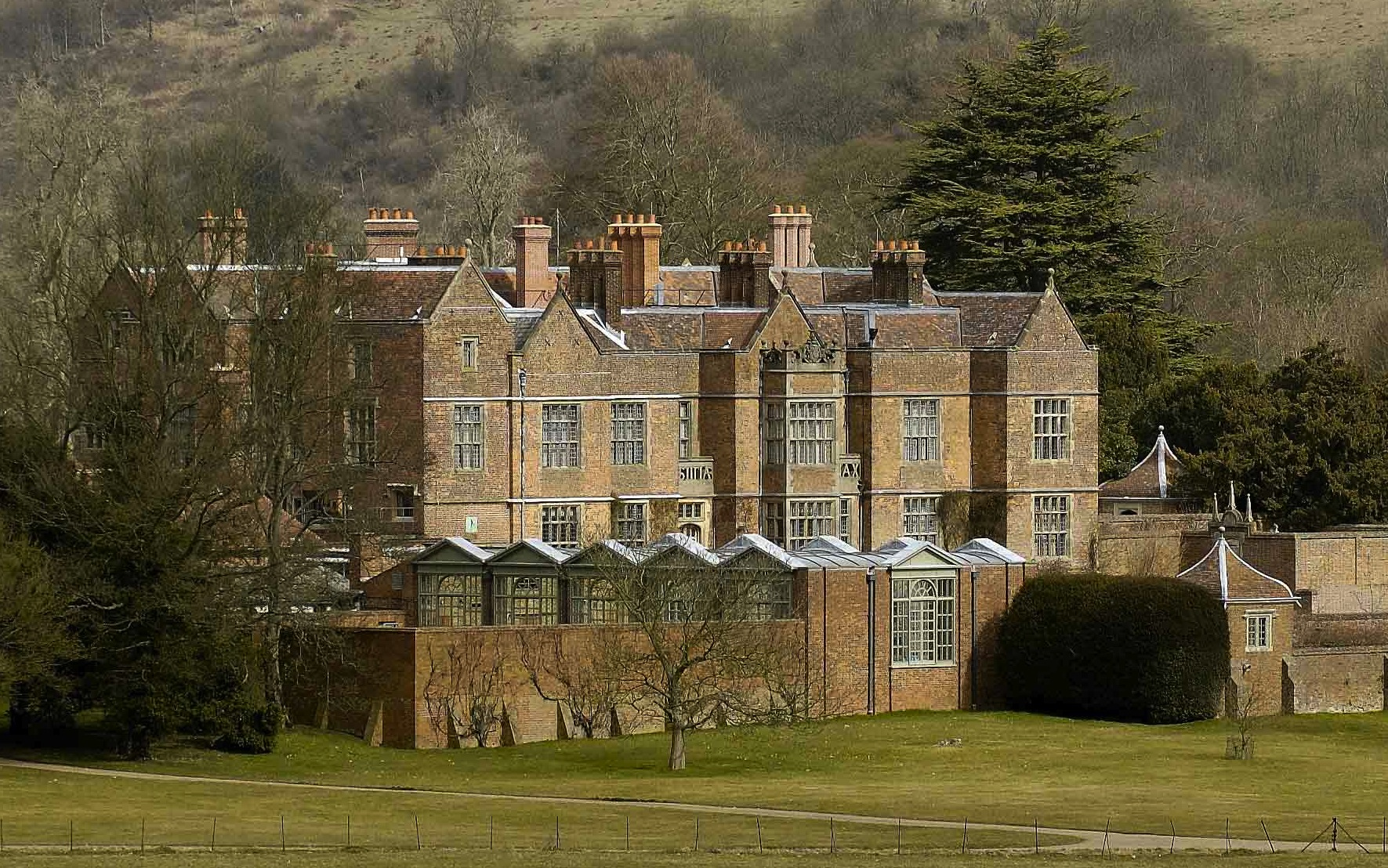
1921年起首相的郊區官邸契克斯，脫歐計劃亦是在此獲內閣同意

契克斯計劃，官方命名為《英國與歐洲聯盟之間的未來關係》，是英國政府有關脫歐的白皮书，由首相文翠珊在2018年7月12日公佈，制定英國打算在脫歐談判中與欧洲联盟達成的未來關係類別。
2018年7月中，時任脫離歐洲聯盟事務大臣多米尼克·拉布形容此為「關於英國和歐盟之間有原則、有抱負且務實的關係的一份詳細計劃」，「白皮書提出自由貿易區域，在『通用規則』和『便利海關安排』下，讓貨物維持無阻隔貿易，但僅針對在邊境提供無阻隔貿易所必需的規則。」
內閣在2018年7月6日的契克斯會議中，敲定本白皮書的細節。反對是次計劃的脫歐大臣戴德偉和外交大臣鲍里斯·约翰逊決定請辭。最終，歐盟在同年9月拒絕契克斯計劃。

## 計劃
白皮書分為四個章節：經濟夥伴關係、安全、合作、體制安排。
本計劃旨在令英國與歐盟維持緊密關係，並指出新關係需要「比起歐盟和第三國之間現存的關係更為寬廣」，由此需要建立新的聯合協議。
計劃同意讓英國繼續參與歐洲單一市場，以及在國家援助上達成通用規則，避免任一方補貼自己的產業。而另一方面，英國亦會致力保持環境、應對氣候變化、社會、就業、和保障消費者的高標準。
文翠珊對外公佈本計劃時，回應了愛爾蘭邊境問題。她表示「爱尔兰和北爱尔兰之間不會有硬邊境，英國內部與亦不會有邊境」。「便利海關安排」將會把英國和歐盟視之為「一個合併的海關領地」，讓兩地之間無需設立海關檢查。英國會沿用歐盟的貨品關稅和貿易政策，但會控制自己的關稅和國內市場貿易。此計劃貿易與保守黨後座議員歐洲研究小組所支持的「加拿大+模式」不同，因為將不會向出口至歐盟的貨品徵收歐盟關稅。因此，如果各國在英國使用較低的關稅以促進與歐盟國家的免關稅准入，可能會威脅到此類關稅，從而損害歐盟的關稅。不過在此情況下，愛爾蘭島的邊境問題仍然未有解決方法，所以可能將需要硬邊界。

## 反應與請辭
契克斯計劃不僅只是在保守黨內取得少量支持，而且亦未能獲得大多數歐盟成員國支持。2018年夏季，文翠珊與德國總理安格拉·默克爾和法國總統埃马纽埃尔·马克龙會面，希望取得兩國對計劃的支持。
文翠珊讚揚此計劃是「有序脫離」歐盟，不過仍然被歐盟否決。歐盟的脫歐談判首席代表米歇爾·巴尼耶表示，歐洲單一市場的完整性「不容談判」，而契克斯計劃建議英國和歐盟只就貨物的自由流動達成協議，脫歐後建立「自由貨物貿易區」，而忽略其餘三個市場自由流動（人員、服務、資金）。
而此方案早在契克斯計劃公布前，以及在2018年7月20日至9月21日期間，已多次被歐盟高峰會主席唐納德·圖斯克和巴尼耶反對，歐盟亦擔心英國企圖保留對英國有利的單一市場要素，若答應有關計劃，或會鼓勵其他成員國仿效英國，達成有利己方的協議。
圖斯克表示協議是「邁向正確方向的一步」，計劃亦有「正面元素」，但補充指計劃「建議的經濟合作元素行不通，尤其是它可能會破壞單一市場」。文翠珊則表示英國需要看到更多來自歐盟的反建議。
契克斯會議過後，脫歐大臣戴德偉和他的政務次官史提夫·貝克在7月8日請辭，外交大臣鲍里斯·约翰逊亦在翌日辭職。約翰遜在7月18日的辭職演說中，批評政府容許「自我懷疑的迷霧」亂入談判。有關演說令外界注目，其中英國廣播公司的政治記者勞拉·庫恩斯伯格表示「這是我記憶中約翰遜首次沒有在演講中開玩笑」。

## 談判結果
2018年11月，談判以脫歐協議和政治宣言作結，當中包括「透過通用規則和契克斯計劃中最重要的部分，致力達成無障礙貨物貿易」。協議和宣言都需要獲得英國國會和歐盟領袖的同意，文翠珊形容政治宣言對整個英國而言是適合的。而反對黨領袖郝爾彬形容政治宣言乃「26頁紙的廢話」。至於歐盟其餘27個成員國的領袖則同意協議草案。

## 延伸閱讀
- Staff writer. . BBC News. 2018-07-07  [2020-03-28]. （原始内容存档于2019-07-18）.
- Kuenssberg, Laura. . BBC News. 2018-09-05. （原始内容存档于2020-01-30）.
- Staff writer. . Sky News. 2018-09-10  [2020-03-28]. （原始内容存档于2020-11-09）.